# QRpedia

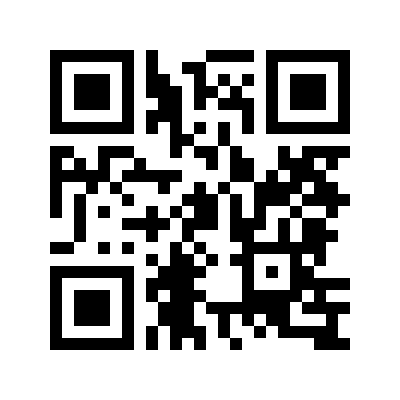
Příklad QRpedia QR kódu, jehož výsledkem je adresa http://en.qrwp.org/QRpedia → https://en.m.wikipedia.org/wiki/QRpedia

QRpedia je mobilní, na webu založený systém, který využívá QR kódy, aby uživatelům dopravil články z Wikipedie v jejich preferovaném jazyce. QRpedia byla vymyšlena Rogerem Bamkinem, předsedou pobočky Wikimedia UK, a odhalena v dubnu 2011. V současnosti je používána institucemi jako jsou muzea ve Spojeném království, USA a Španělsku. Zdrojový kód projektu je volně použitelný pod licencí MIT.

## Proces
Poté, co uživatel naskenuje QRpedia QR kód svým mobilním zařízením, dojde k dekódování kódu na URL (jednotný lokátor zdrojů). Přes doménu qrwp.org je zaslána žádost o článek specifikovaný v adrese. Doručený článek je v jazyce, nastaveném na mobilním zařízení. Pokud není článek dostupný v tomto jazyce, server vyhledá název článku na Wikipedii v relevantním jazyce a vrátí výsledky. Kromě toho QRpedia zaznamenává statistiky.

## Původ

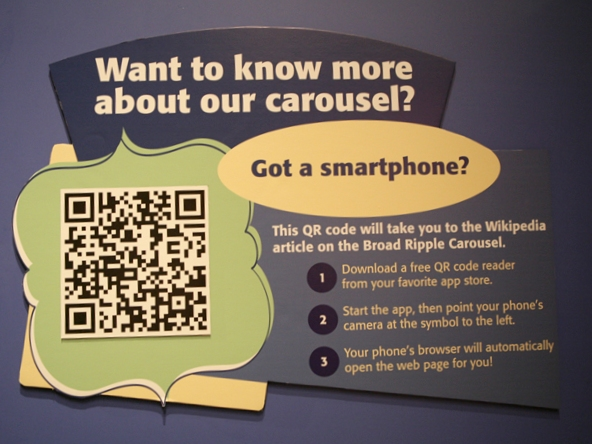
Využití QRpedie v The Children's Museum of Indianapolis

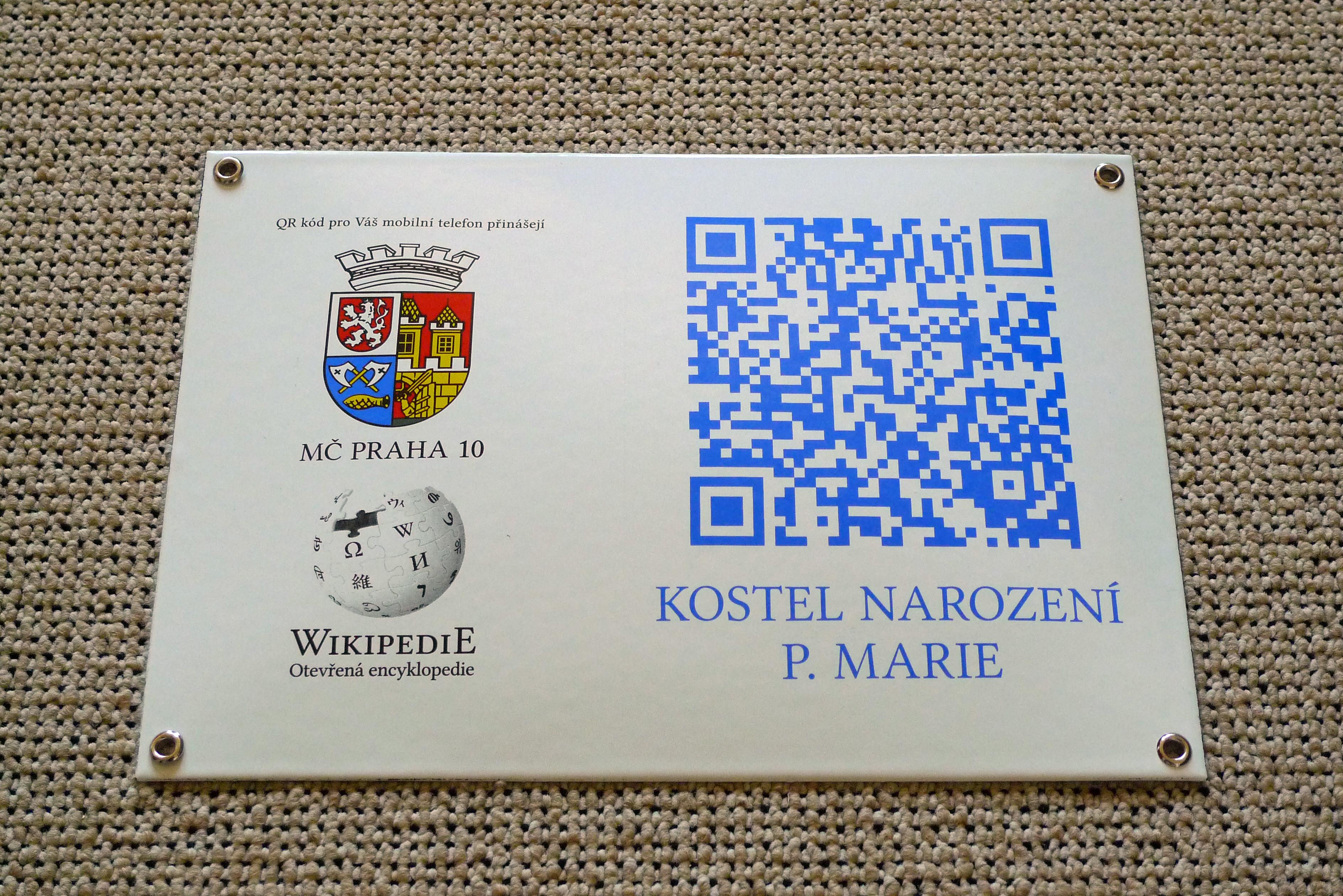
Kód na památkách v Praze 10 z roku 2012

QRpedia byla vymyšlena Rogerem Bamkinem, tehdejším předsedou pobočky Wikimedia UK, a Terencem Edenem, expertem na mobilní web. Odhalena byla v dubnu 2011 v Derbském muzeu při události Backstage Pass, která byla součástí spolupráce mezi Wikipedií a muzeem. Během této spolupráce vzniklo také přes 1200 článků v různých jazycích.

## Realizace
V září 2011 byla technologie využívána těmito institucemi:
- The Children's Museum of Indianapolis, Spojené státy[4]
- Derby Museum and Art Gallery, Anglie[3]
- Fundació Joan Miró, Španělsko[5]
- The National Archives, Spojené království[6]

## QRpedia v České republice
- V České republice byl systém QRpedia poprvé využit v září 2012 na památkách v Praze 10, které byly zpřístupněny v rámci Dnů evropského dědictví. Radnice se zavázala systém dále rozvíjet na základě návrhů občanů.[7][8][9]
- V červnu 2013 byly v rámci Slezské muzejní noci nainstalovány QR kódy v expozici Slezského zemského muzea v Opavě. Po dvouměsíčním zkušebním provozu je plánováno jejich rozšíření.
- V prosinci 2013 se umisťováním tabulek s QR kódy na významná místa inspirovala městská část Plzeň - Slovany. Městský obvod nechal vyrobit tabulky, které instaloval na historické pamětihodnosti, staré budovy, moderní stavby i do městských parků v rámci svého obvodu. Tabulky s QR kódy vzbudily u místních obyvatel velkou vlnu zájmu. Celkem je k 27. listopadu 2013 instalováno 23 tabulek. [10]